# Brassó címere

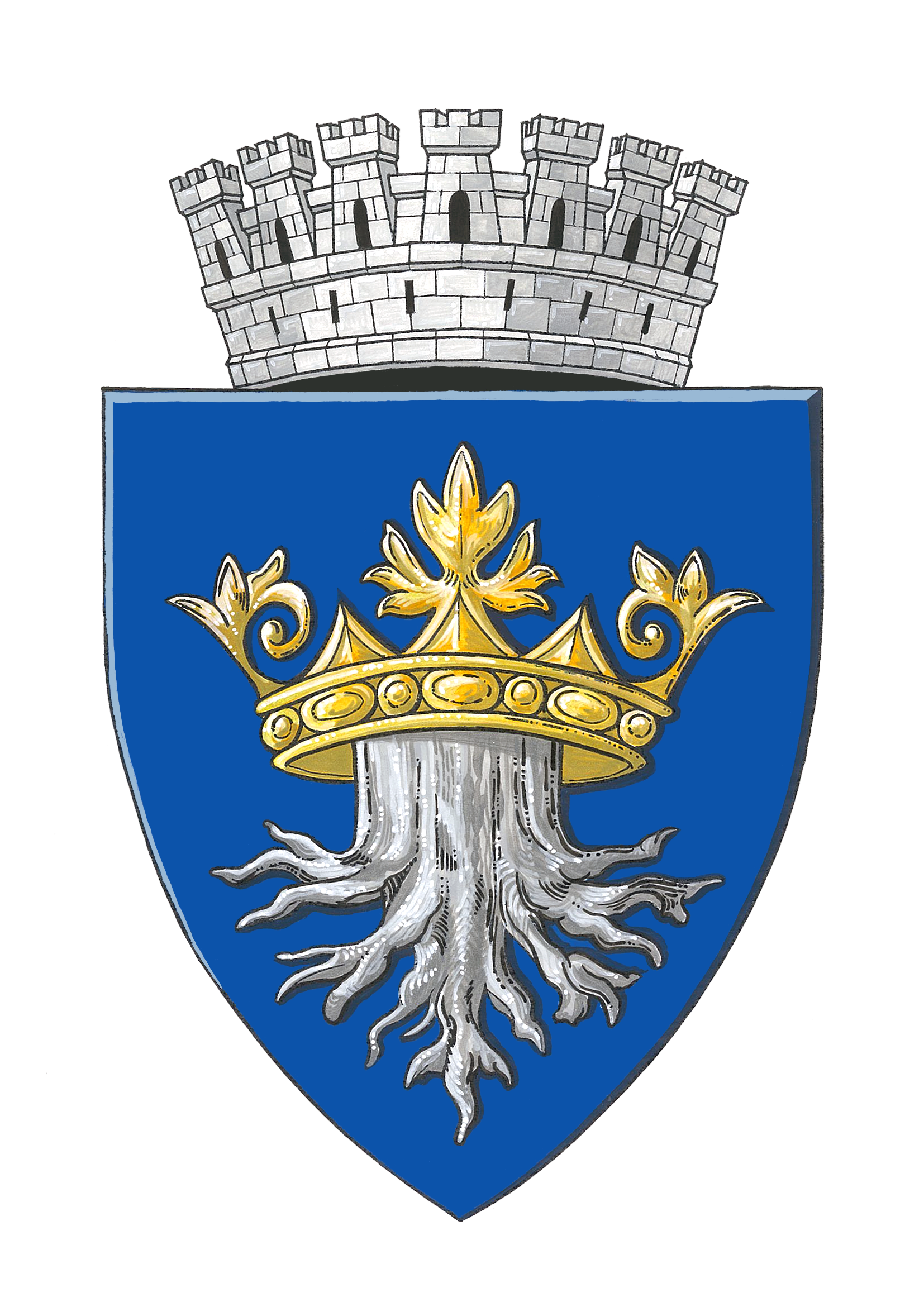
Brassó jelenleg használt címere

Brassó városának címere kék pajzson háromlombos aranyszínű korona, ezüst fatörzsre és gyökereire helyezve. A pajzs tetején egy hétágú falkorona jelzi a város megyeszékhelyi rangját. Alatta vörös szalagon a város mottója, Deo vindici patriae, azaz Istennek, a haza oltalmazójának. Mind az ábra, mind a mottó a 16. századból származik.

## Története, változatai
A címer legelőször a 14. században jelent meg; ekkor még csak egy arany koronát tartalmazott kék pajzson, fatörzs és gyökerek nélkül. A legelső fennmaradt ábrázolás egy 1396-os okmányon van, de a pecsétnyomó ennél nyilván régebb készült. A korona lombjai liliomokat formáznak. Egy másik 1400 körüli ábrázolás a Fekete templom északkeleti falán (a Főtér felőli oldalon), Szűz Máriának, Brassó egykori védőszentjének szobra alatt látható. A 15. században egy kissé különböző pecsétet kezdtek használni (a régi valószínűleg az 1421-es törökdúláskor veszett el); a korona lombjai liliomok helyett leveleket formáznak. 1507-től a 19. századig egy harmadik változatot használtak, melynek pecsétnyomója ma is megvan a brassói levéltárban.
A koronából kinövő gyökerek Johannes Honterus idejében, a 16. század első felében jelentek meg. Legelőször a domonkos-rendi kolostor pecsétjén látható, majd Honterus 1532-es, Bázelben kiadott Erdély-térképe és 1539-től alkalmazott nyomdai pecsétje elterjesztette ezt az ábrázolást. A későbbi címereken a gyökerek száma változó, lehet négy-tíz, vagy pedig nagyon sok. Több középületen a címert ábrázoló domborműveket helyeztek el, például az Árucsarnokon (1545, majd 1749), a Katalin-kapun (1559), az Ötvösök bástyáján (1641), a régi városházán (1780, Johann Oelhann alkotása).
1601-ből származik egy brassói címert ábrázoló, vörös alapú gyalogsági zászló, melyet a goroszlói csatában hadizsákmányul ejtettek, és jelenleg a potsdami múzeumban őriznek. Ugyanacsak 1601-ben jelenik meg a Deo vindici patriae mottó.
A címert kisebb változtatásokkal egészen 1948-ig használták, mikor is a hatalomra kerülő kommunisták betiltották a városok és megyék szimbólumait. Egy 1972-es reform után ezek ismét engedélyezve lettek; Brassó új címerén a kommunista motívumok mellett helyet kapott a korona és a gyökér is. 1989 után visszatértek a régi címerhez, melyet 1996-ban hivatalosan is elfogadtak.

## Eredetének magyarázatai
Egy népszerű elmélet szerint a szimbólum és a Corona városnév alapja az a legenda, mely szerint Salamon magyar király menekülés közben, a napjainkban is Salamon-kőnek nevezett szikláknál egy fa gyökerei közé rejtette el koronáját. A történészek azonban nem fogadják el ezt a magyarázatot.
Gernot Nussbächer szerint a 14. századi koronás „beszélő címer” (Brassó latin neve Corona) használata feltehetően a magyar királyi ház által adott kiváltságjog, a korona lombjai pedig az Anjou-dinasztia liliomait jelképezik. Magát a Corona nevet Nussbächer Corona (görögül Stefánia) ókori keresztény vértanútól származtatja, kinek egy ereklyéjét valószínűleg a helyi rendházban őrizték. Ugyancsak Nussbächer szerint a gyökerek ábrázolása népetimológia eredménye; Honterus a Burzenland (Barcaság) nevet Wurzelland-ként (gyökér-ország) értelmezte. Orbán Balázs azt feltételezi, hogy Honterus vagy másvalaki egy megkopott ábrázoláson a címert körülvevő dicsfény sugárszálait vélte fagyökérnek, és ezért terjesztette el ezt az ábrázolást. Olyan vélemények is vannak, melyek szerint a korona alatt nem gyökér, hanem a Barca folyó stilizált vízrajza látható.
A 19. században elterjedt az az elmélet, hogy a gyökerek a tizenhárom szabad barcasági szász települést (Feketehalom, Barcarozsnyó, Szászvolkány, Keresztényfalva, Vidombák, Botfalu, Barcaszentpéter, Szászhermány, Barcaföldvár, Höltövény, Szászveresmart, Szászmagyarós, Prázsmár) jelképezik, ezért sok jelenkori ábrázoláson 13 gyökér jelenik meg.

## Galéria

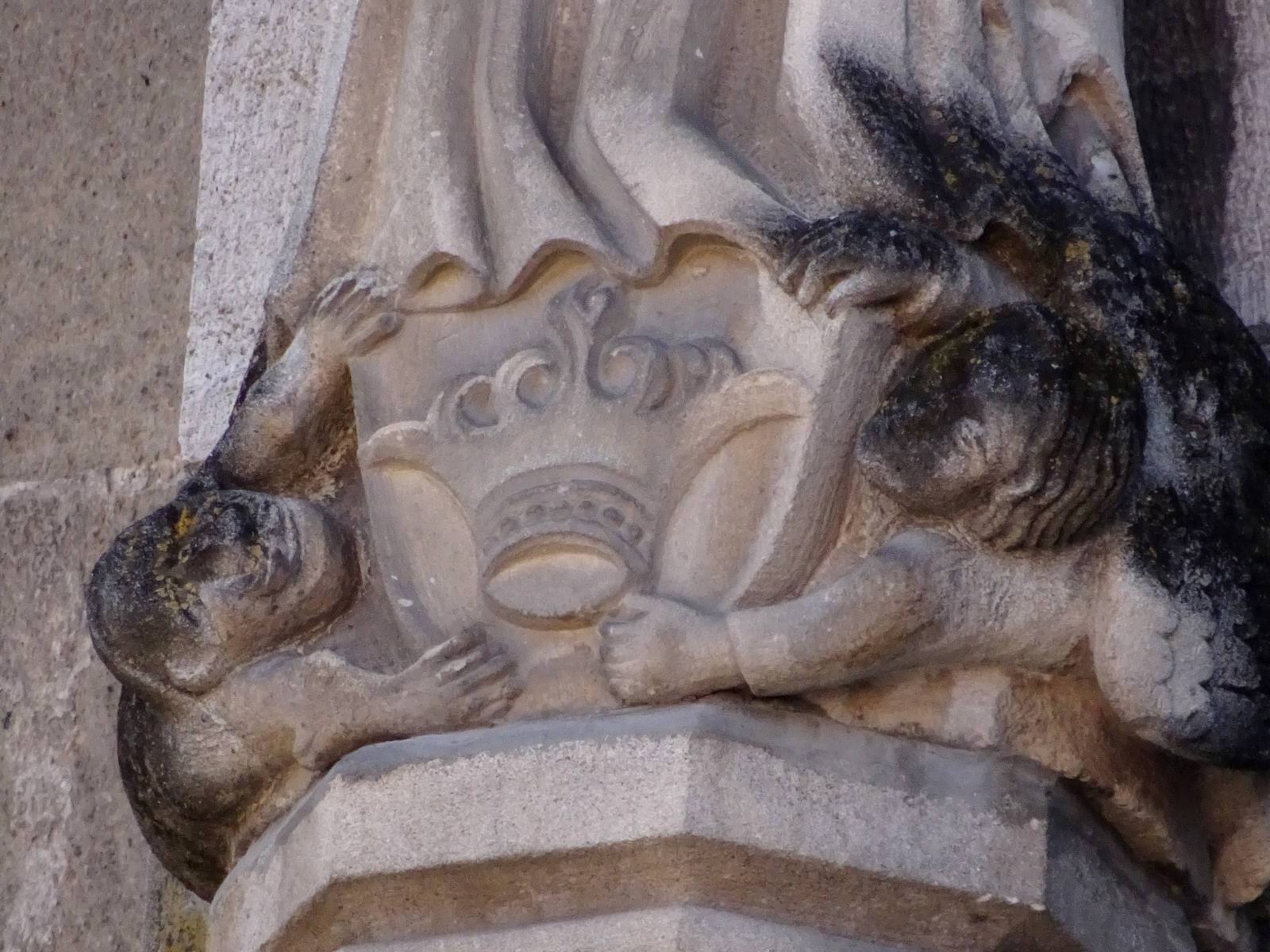
A Fekete templomon, 1400 körül
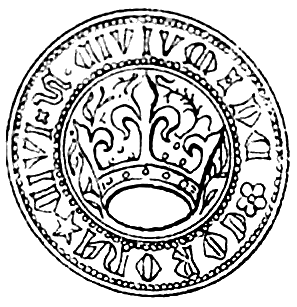
1396-ban használt pecsét
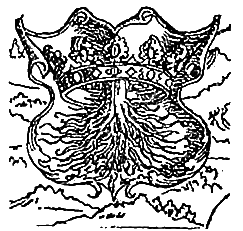
Honterus 1532-es térképén
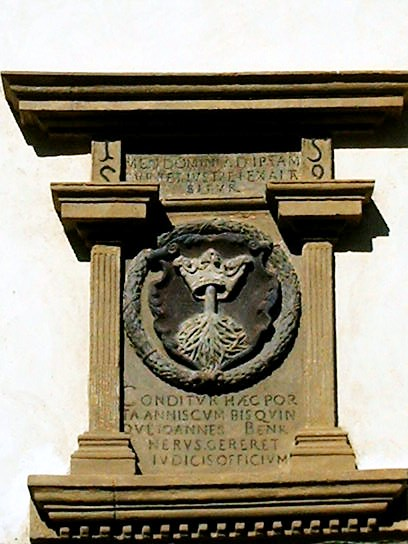
Katalin-kapu, 1559
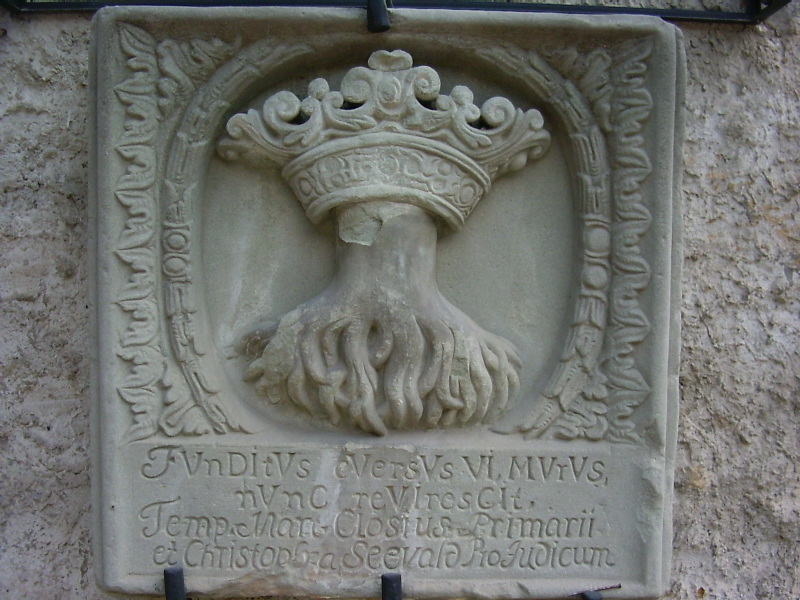
Árucsarnok, 1749
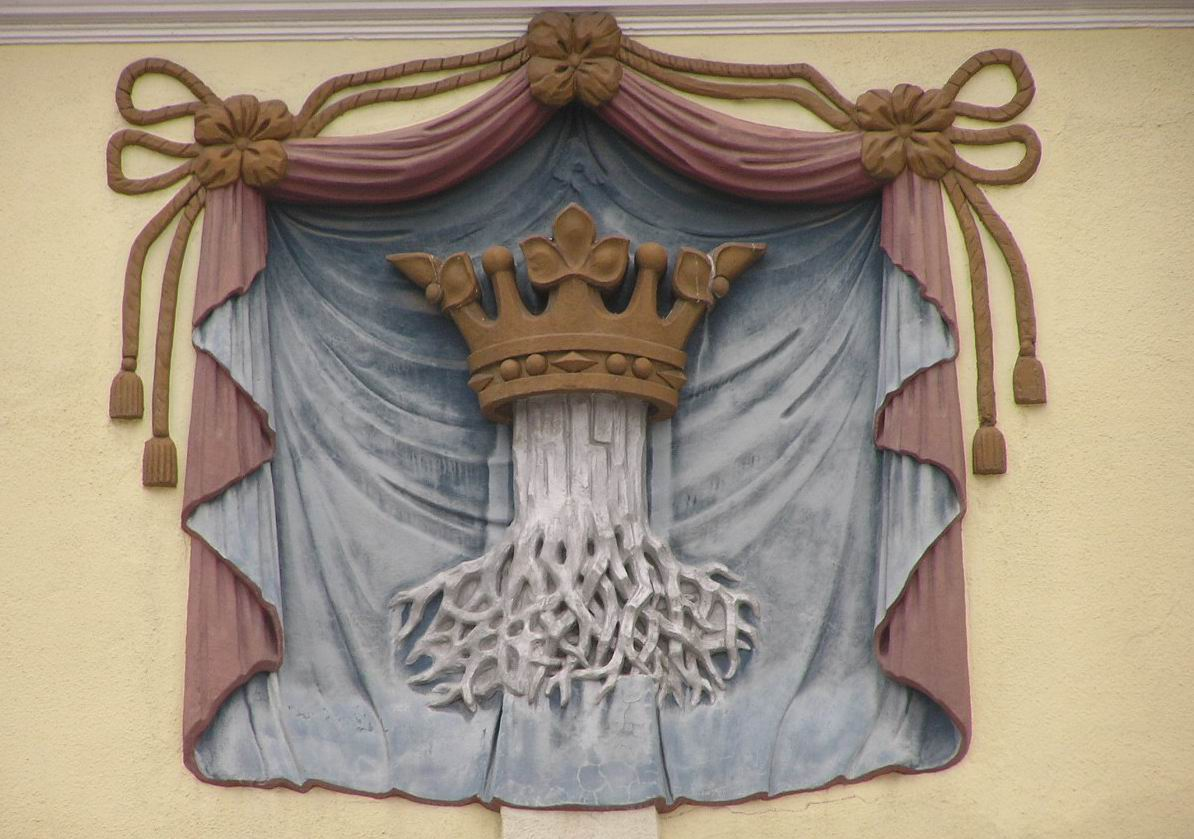
Régi városháza, 1780
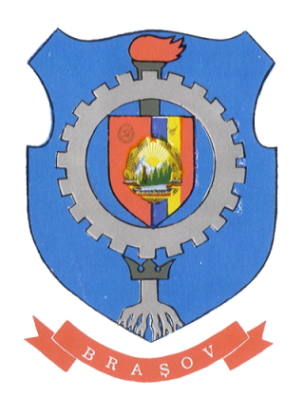
1972–1989 között használt címer
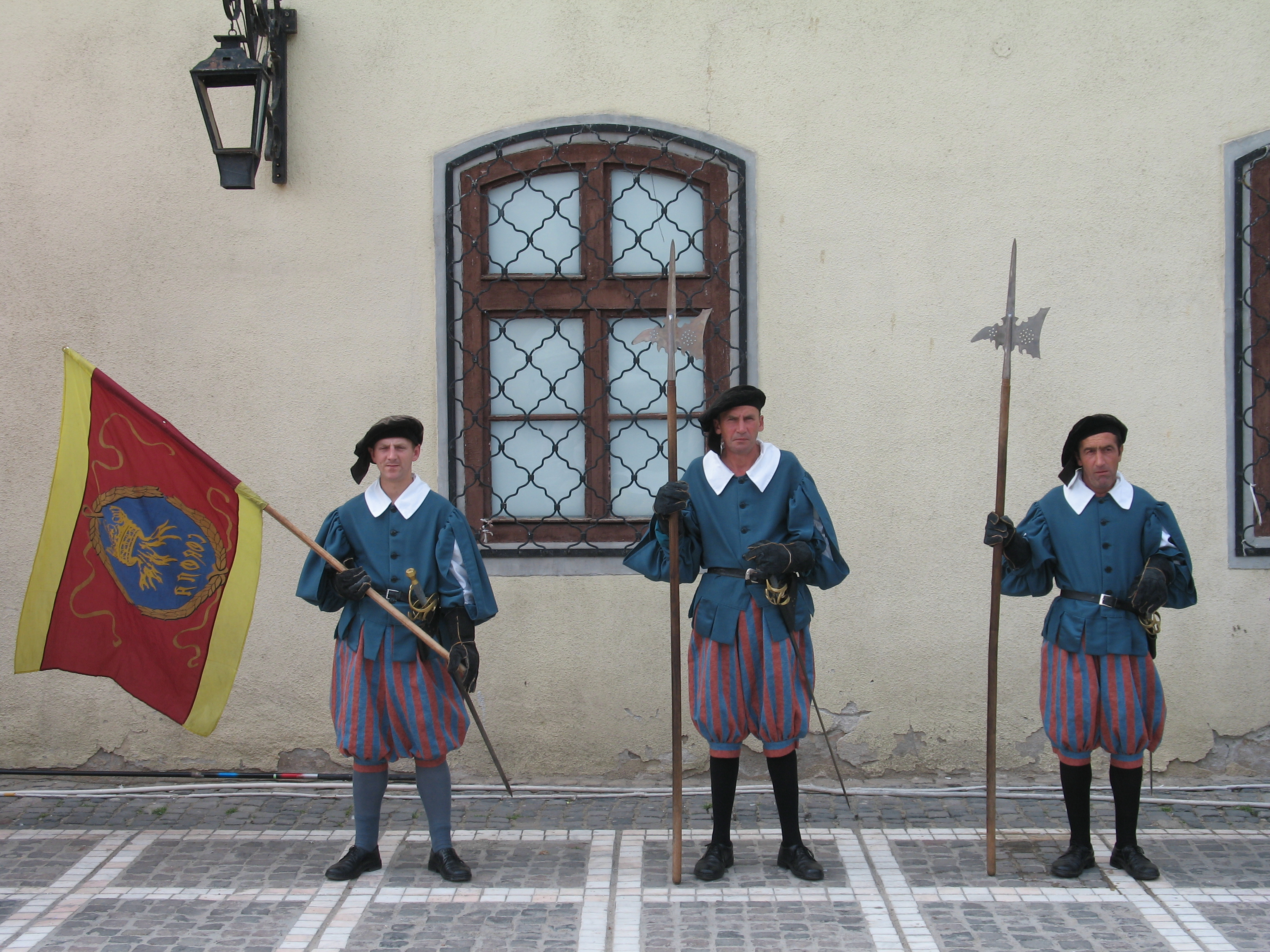
Alabárdosok az 1601-es zászló másolatával